# 諾里爾拉格

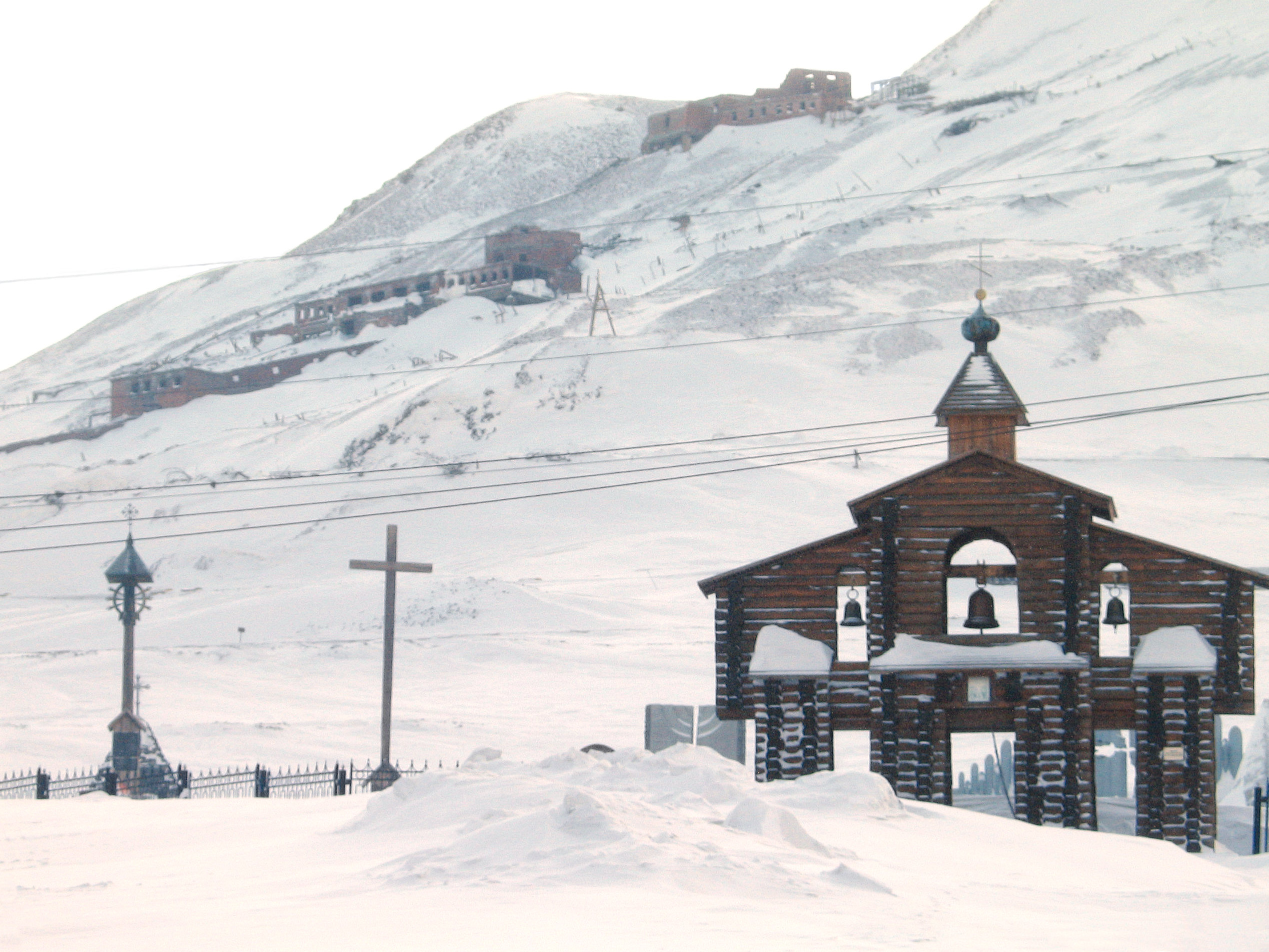
诺里尔斯克矫正劳动营

諾里爾拉格，正式名稱是諾里爾斯克矯正勞動營，是一個位於俄羅斯克拉斯諾雅爾斯克諾里爾斯克的古拉格，成立於1935年6月25日，生存至1956年8月22日。
最初，諾里爾拉格的囚犯勞動力負責諾里爾斯克地區採礦冶金(銅和鎳)。它的活動逐後來漸擴大到該地區幾乎所有的經濟職能，從捕魚到“重建斯大林同志流亡時期居住的房屋”。
從1935年的1,200名囚犯開始，到1937年（大清洗開始），囚犯的數量猛增至9,000人，並於1951年達到72,500人的頂峰，被安置在30個營區中。紀念館估計，整個集中營歷史上的囚犯總人數為40萬，其中約有30萬是政治犯。該集中營的地理範圍包括杜金卡和凯耶尔坎在內的諾里爾斯克地區，和一些更偏遠地區。
在1953年斯大林死後不久，營地的囚犯爆發大規模起義(诺里尔斯克暴动)，該營在4年後關閉。